# 5039 Rosenkavalier
5039 Rosenkavalier è un asteroide della fascia principale. Scoperto nel 1967, presenta un'orbita caratterizzata da un semiasse maggiore pari a 3,0169404 UA e da un'eccentricità di 0,0509240, inclinata di 11,39014° rispetto all'eclittica.